# Penisa rubrescens
Penisa rubrescens là một loài bướm đêm trong họ Noctuidae.